# Cathédrale Saint-Pierre-aux-Liens de Peterborough
Pour les articles homonymes, voir Cathédrale Saint-Pierre.
La cathédrale Saint-Pierre-aux-Liens (Cathedral of Saint Peter-in-Chains en anglais) est une cathédrale catholique à Peterborough en Ontario au Canada. Elle fait partie du diocèse catholique de Peterborough. La paroisse a été établie en 1826, surtout pour desservir l'importante population d'origine irlandaise. Lorsque le diocèse a été fondé en 1882, l'église paroissiale est devenue une cathédrale. Le bâtiment actuel a été construit en 1837 et 1838 dans le style néo-gothique qui était populaire à l'époque au Haut-Canada. Il s'agit de l'une des plus anciennes églises toujours debout en Ontario.